# Ciney
Ciney ist eine Stadt und eine Gemeinde in der Provinz Namur im wallonischen Teil Belgiens.
Die Gemeinde besteht aus den Ortsteilen Ciney, Achêne, Braibant, Chevetogne, Conneux, Leignon, Pessoux, Serinchamps und Sovet.

## Geschichte
Nach dem aktuellen Stand der Geschichtsschreibung wird Ciney erstmals 1006 in einer Urkunde erwähnt, in der König Heinrich II. dem Bischof von Lüttich Besitz auch in „Ceunaco“ bestätigt (Regesta Imperii II, 1615 = D_HII_115). Diese Besitzbestätigung wiederholt 1070 König Heinrich IV. (Reg. Imp. III, 551). 1276 wird das Dorf im sogenannten „Kuhkrieg“ (französ. „Guerre de la Vache“, 1275–1280), der sich an einer gestohlenen Kuh entzündet, völlig zerstört. Ende des 14. Jahrhunderts zeigt ein erstes Siegel ein befestigtes Schloss (siehe OT Leignon). Ab 1632 wird ein Siegel mit 5 Köpfen (der Sohn des Ortsgründers, des Königs Sedros/Cedros von Tongeren, soll der Legende nach 5 Söhne gehabt haben) verwendet. 1653 kommt das Dorf zur Grafschaft Lothringen (Frankreich), 1830 dann zu Belgien.
OT Braibant: erste urkundliche Erwähnung 1291.
OT Conneux: 746 als „Caldina“ erwähnt (Arnulfinger_015).
OT Leignon: 746 als „Lenione“ erwähnt (Arnulfinger_015). 862 und 873 bestätigen die karolingischen Herrscher dem Kloster Stavelot Güter im Ort (D_Lo_II, 017 + D_LD, 147, in francia.ahlfeldt.se).

## Wirtschaft
Die lokale Brauerei mit den Sorten Ciney Blonde, Ciney Brune und Ciney Spéciale wurde im Jahr 2000 von der Brauerei Alken-Maes übernommen.

## Städtepartnerschaften
Seit 1962 besteht eine Partnerschaft mit der französischen Gemeinde Semur-en-Auxois. Ferner gibt es eine Partnerschaft zwischen dem Ortsteil Leignon und dem französischen Weinbauort Meursault.

## Kultur und Sehenswürdigkeiten
Eine private Schlossanlage aus dem 19. Jahrhundert im Neorenaissancestil beherbergt seit 1939 die international bekannte Benediktinerabtei Chevetogne.
Eine weitere Sehenswürdigkeit Cineys, ist der wöchentlich, immer freitags abgehaltene Viehmarkt. Worauf bis zu 2500 Stück Großvieh aufgetrieben werden.

## Sport
Die 8. Etappe der Tour de France 1970 führte über 233 km von Ciney in das saarländische Felsberg.

## Ereignisse

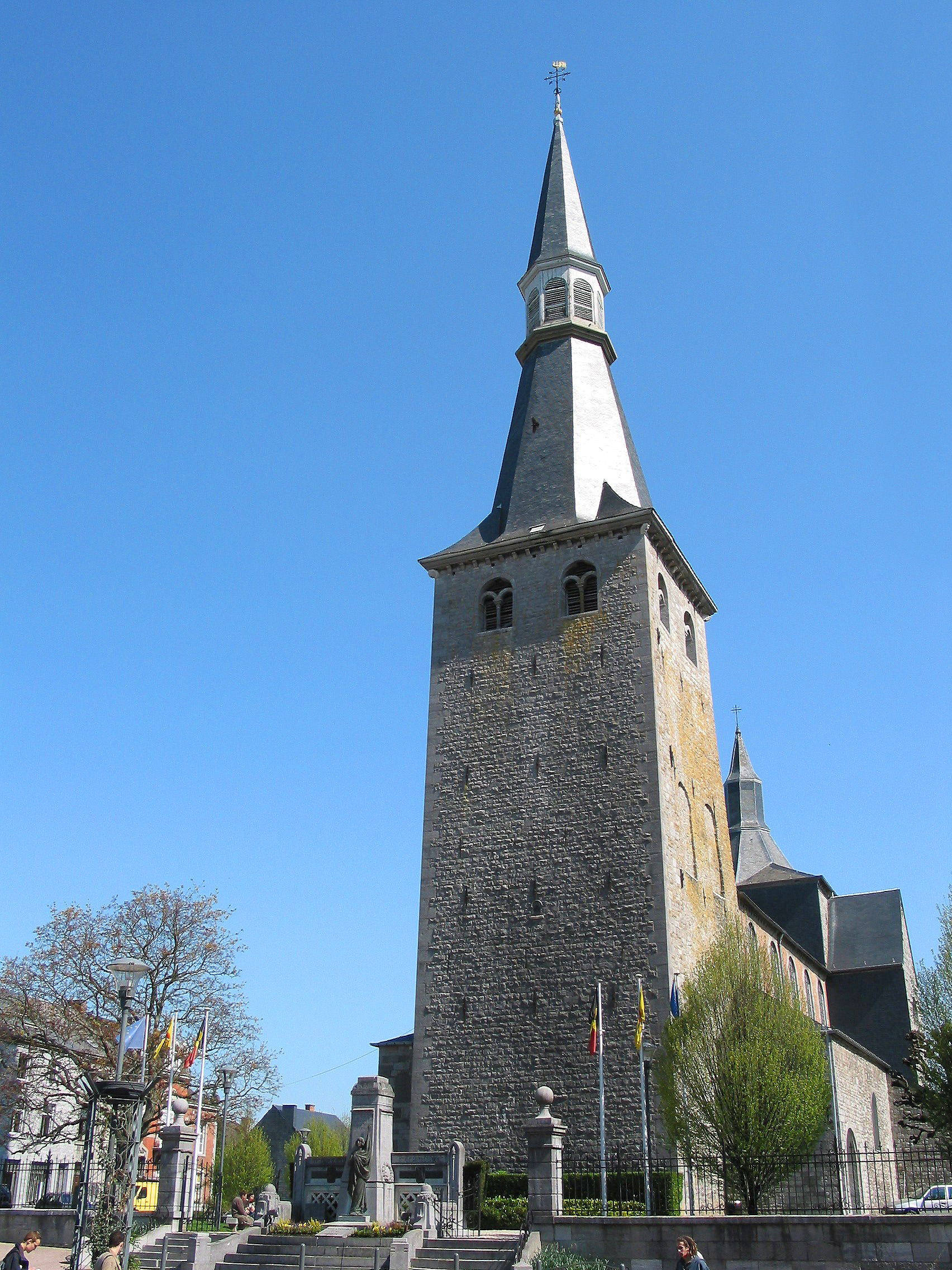
Kirche Saint-Nicolas

Am 14. Juli 2010 stürzte infolge eines schweren Unwetters das Dach des Turms der alten Stiftskirche von Ciney ein. 180 Häuser wurden beschädigt.

## Himmelskörper
Der 1980 entdeckte Asteroid (3138) Ciney trägt seit 1989 den Namen der Stadt.

## Personen
- Edouard Adam (1911–1944), römisch-katholischer Geistlicher und Märtyrer
- Gaston Compère (1924–2008), Dichter und Schriftsteller
- Babs Robert (* 1933), Jazzmusiker
- Erwin Drèze (1960–2020), Comiczeichner
- Catherine Fonck (* 1968), Ärztin und Politikerin